# Friedmann-Gleichungen
Die zwei Friedmann-Gleichungen beschreiben in der Kosmologie die zeitliche Entwicklung des Universums. Sie werden manchmal auch als Friedmann-Lemaître-Gleichungen bezeichnet, weil sie von Alexander Friedmann und unabhängig von ihm auch von Georges Lemaître entdeckt wurden. Sie sind eine Vereinfachung der einsteinschen Feldgleichungen der allgemeinen Relativitätstheorie (ART) unter der Annahme eines homogenen und isotropen Weltalls (Kosmologisches Prinzip). Aus den Gleichungen lassen sich je nach dem Energiegehalt des Universums Voraussagen über seine zeitliche Entwicklung herleiten, d. h. die spezielle Form der Expansion oder Kontraktion.
Die Materieverteilung im Universum ist auf geringen Entfernungen sehr unregelmäßig, erscheint allerdings ab mehreren hundert Megaparsec zunehmend isotrop, d. h. in alle Richtungen gleich aussehend. Unter der Annahme, dass ein Beobachter im Universum in keiner Weise privilegiert ist (kopernikanisches Prinzip), leitet sich daraus unmittelbar ab, dass das Universum von jedem Standpunkt aus isotrop und homogen aussieht.

## Formulierung
Berücksichtigt man die Isotropie der Materieverteilung, so folgt, dass der räumliche Anteil des Energie-Impuls-Tensors {\displaystyle T} eine relativ einfache Form bekommt und ein Vielfaches des Einheitstensors sein muss:
{\displaystyle (T^{\mu }{}_{\nu })=(g^{\mu \kappa }T_{\kappa \nu })=\operatorname {diag} (-\rho c^{2},p,p,p)\,.}
Dabei steht
- {\displaystyle \rho =\rho (t)} für die räumlich homogene Massendichte,
- {\displaystyle p=p(t)} für den Druck (beide Funktionen hängen nur vom zeitartigen Parameter {\displaystyle t} ab) und
- {\displaystyle c} für die Lichtgeschwindigkeit.

Das kosmologische Prinzip macht nun die weitere Annahme erforderlich, dass die Krümmung des Raumes unabhängig von der Position im Raum sein soll. Diese Annahme führt zu einer relativ speziellen Form des metrischen Tensors. Werden dieser Tensor und die eben gezeigte Form des Energie-Impuls-Tensors in die einsteinschen Feldgleichungen der Allgemeinen Relativitätstheorie mit kosmologischer Konstante {\displaystyle \Lambda } eingesetzt, so kann man daraus die Robertson-Walker-Metrik ableiten, die unten näher beschrieben wird.
Bei dieser Herleitung erhält man zusätzlich auch die erste Friedmann-Gleichung in ihrer modernen Fassung mit kosmologischer Konstante:
{\displaystyle H^{2}=\left({\frac {\dot {a}}{a}}\right)^{2}={\frac {8\pi G}{3}}\rho -{\frac {kc^{2}}{a^{2}}}\ +{\frac {\Lambda c^{2}}{3}},}
sowie die Beschleunigungsgleichung
{\displaystyle {\dot {H}}+H^{2}={\frac {\ddot {a}}{a}}=-{\frac {4\pi G}{3c^{2}}}\left(\rho c^{2}+3p\right)+{\frac {\Lambda c^{2}}{3}}\,.}
Hierbei bezeichnet
- {\displaystyle H}  den Hubble-Parameter,
- {\displaystyle a(t)} den Skalenfaktor (in der Dimension einer Länge),
- {\displaystyle G}   die Gravitationskonstante und
- {\displaystyle k}   den Krümmungsindex (0, +1, −1) aus der Robertson-Walker-Metrik.

Teils wird auch nur die erste Gleichung als Friedmann-Gleichung bezeichnet.

## Grundlegendes
Albert Einstein ging zunächst von einem statischen Universum aus, das sich weder ausdehnt noch zusammenzieht. Dazu musste er in seinen Gleichungen der allgemeinen Relativitätstheorie eine entsprechende Konstante einführen, die er kosmologische Konstante (Λ) nannte.
Der russische Mathematiker und Physiker Alexander Friedmann verwarf diese Annahme eines statischen Universums und setzte die kosmologische Konstante gleich Null. Stattdessen stellte er mit den nach ihm benannten Friedmann-Gleichungen drei Modelle eines expandierenden Universums auf. Diese beeinflussten in der Folge erheblich die physikalischen Auffassungen und Modelle Einsteins.
Die Gleichungen sagen in Abhängigkeit von der totalen Energiedichte verschiedene Werte für die Krümmung der Raumzeit voraus (entsprechend den Werten −1, 0 oder +1 für {\displaystyle k} in obigen Gleichungen):
1. Modell: Die Energiedichte des Universums ist größer als die kritische Energiedichte (siehe unten). Dann ist die Krümmung der Raumzeit positiv {\displaystyle (k=1)}, das Universum „sphärisch“ (ein zweidimensionales Analogon wäre die Oberfläche einer Kugel). Ein solches sphärisches Universum ist übrigens auch geschlossen: Obwohl unberandet, wäre es nur endlich groß. Wer lange genug in eine Richtung läuft, kommt irgendwann zu seinem Ausgangspunkt zurück.
2. Modell: Die Energiedichte ist genau so groß wie die kritische Energiedichte. Die Raumzeit hat verschwindende Krümmung {\displaystyle (k=0)}, das Universum ist „flach“ (entspräche in zwei Dimensionen einer Ebene).
3. Modell: Die Energiedichte ist kleiner als der kritische Wert. Die Krümmung der Raumzeit ist negativ {\displaystyle (k=-1)}, das Universum „hyperbolisch“.

Je nach Zustandsgleichung der im Universum enthaltenen Materie ergeben sich auch drei verschiedene Möglichkeiten für die weitere Entwicklung des Universums:
1. Möglichkeit: Die Gravitation ist in der Lage, die Expansion so weit abzubremsen, dass sie zum Stillstand kommt und sich umkehrt. Das Universum zieht sich auf einen einzigen Punkt zusammen (Big Crunch). Über die weitere Entwicklung „nach“ diesem Ereignis kann nur spekuliert werden. Einige Szenarien sehen die Möglichkeit eines „pulsierenden“ Universums vor.
2. Möglichkeit: Die Gravitation verlangsamt die Expansion immer weiter, bringt sie jedoch nicht zum Stillstand.
3. Möglichkeit: Die Expansion beschleunigt sich und die gewöhnliche Materie im Universum wird immer weiter ausgedünnt (Big Freeze).

Die verschiedenen Möglichkeiten für die Krümmung und das Expansionsverhalten des Universums sind zunächst unabhängig voneinander. Erst durch verschiedene einschränkende Annahmen über die vorkommenden Materieformen ergeben sich Abhängigkeiten.
Die durch die Friedmann-Gleichungen beschriebene Expansion des Universums liefert eine Erklärung für den 1929 von Edwin Hubble entdeckten linearen Zusammenhang von Rotverschiebung und Entfernung. Hubble selbst interpretierte seine Beobachtungen damals zunächst als optischen Dopplereffekt. Modelle statischer Universen, die zuvor populär waren, können die beobachtete Rotverschiebung nicht erklären und verloren somit weiter an Bedeutung.
Die Expansionsrate wird mit der Hubble-Konstante H0 angegeben. Aus H0 lässt sich das Alter des Universums bestimmen, wobei jedes der drei Modelle einen anderen Wert liefert.
Aus neuesten Messungen der Expansionsrate über die Hintergrundstrahlung des Weltalls ergibt sich derzeit (August 2012) folgendes Bild:
- Die Hubble-Konstante beträgt 74,3 km/(s · Mpc), wobei gilt: 1  Mpc = 1.000.000 Parsec und 1 Parsec = 3,26 Lichtjahre. Daraus ergibt sich ein Alter des Universums von 13,82 Milliarden Jahren.
- Das Universum ist im Rahmen der Messgenauigkeit flach.
- Die Expansion beschleunigt sich.

Die gesamte Energiedichte des Universums setzt sich nach neuesten Erkenntnissen zusammen aus:
- 68 % Vakuum-Energiedichte (Dunkle Energie)
- 28 % kalte dunkle Materie
- 4 % baryonische Materie, d. h. die „normalen“ Elemente
- falls überhaupt, weniger als 1 % heiße dunkle Materie.

## Herleitung

### Die Feldgleichungen der Allgemeinen Relativitätstheorie
Obwohl die Gravitation die schwächste der vier bekannten Wechselwirkungen ist, stellt sie auf größeren Maßstäben die dominierende Kraft im Universum dar und bestimmt dessen Entwicklung und Dynamik. Die gegenwärtig beste Beschreibung der Gravitation ist die allgemeine Relativitätstheorie (ART). Diese verknüpft die Verteilung und Dynamik der Materie mit der Geometrie der Raumzeit gemäß:
{\displaystyle G_{\mu \nu }={\frac {8\pi G}{c^{4}}}T_{\mu \nu }-g_{\mu \nu }\Lambda \qquad \mu ,\nu \in \{0,1,2,3\}}
Hierin beschreibt der Einstein-Tensor G die Geometrie der Raumzeit, während der Energie-Impuls-Tensor T alle Materie- und Energiefelder umfasst. Der (0,2)-Tensor {\displaystyle g} heißt Einsteinmetrik und stellt die allgemein-relativistische Verallgemeinerung des metrischen Tensors
{\displaystyle (\eta _{\mu \nu })=\operatorname {diag} (-1,1,1,1)}
für die statische und flache Minkowski-Raumzeit auf gekrümmte Raumzeiten dar. {\displaystyle \Lambda } steht für die kosmologische Konstante. Letztere wird unter anderem als Vakuumenergie interpretiert, die mit Hilfe virtueller Teilchen zwar berechnet werden kann, aber unbefriedigende Werte ergibt. Ihre eigentliche Natur ist also noch nicht ausreichend verstanden.
Exakte Lösungen für die Feldgleichungen wurden bisher nur für hochsymmetrische Materieverteilungen gefunden. Das Problem besteht darin, für die oben beschriebene, idealisierte Materie- und Energieverteilung T einen passenden metrischen Tensor g zu finden, aus der sich der Einsteintensor G zusammensetzt.
Der metrische Tensor kann über das sogenannte Linienelement dargestellt werden:
{\displaystyle {\mathrm {d} }s^{2}=g_{\mu \nu }\,{\mathrm {d} }x^{\mu }\,{\mathrm {d} }x^{\nu }}
wobei über identische hoch- und tiefgestellte Indizes über alle möglichen Werte des Index zu summieren ist. Diese abkürzende Schreibweise wird auch einsteinsche Summenkonvention genannt.

### Metrischer Tensor für ein symmetrisches Universum
Howard P. Robertson (1935) und Arthur Geoffrey Walker (1936) fanden, wie oben bereits angedeutet, unabhängig voneinander eine Lösung für die Feldgleichungen für den Fall eines idealisierten Kosmos mit konstanter Krümmung. Das Linienelement dieser Geometrie, welches bereits 1922 von Friedmann benutzt wurde, lautet
{\displaystyle \mathrm {d} s^{2}=-c^{2}\mathrm {d} t^{2}+a^{2}(t)\left[\mathrm {d} r^{2}+f_{k}^{\,2}(r)\left(\mathrm {d} \theta ^{2}+\sin ^{2}\theta \,\mathrm {d} \phi ^{2}\right)\right]\,.}
Hierbei stellt {\displaystyle r} die „mitbewegte“ Radialkoordinate dar, {\displaystyle t} die Eigenzeit eines „mitbewegten Beobachters“, {\displaystyle a(t)} den Expansionsfaktor des Universums. {\displaystyle \theta } und {\displaystyle \phi } kennzeichnen die beiden Winkelkoordinaten, analog zu einem sphärischen Koordinatensystem. Ein mitbewegter Beobachter folgt der Expansion des Universums. Seine mitbewegte Radialkoordinate behält hierbei ihren numerischen Wert.
Die Funktion {\displaystyle f_{k}(r)} unterscheidet zwischen dreidimensionalen raumartigen Hyperflächen konstanter Zeit {\displaystyle t} mit positiver, verschwindender oder negativer Krümmung {\displaystyle k}. Unter einer solchen Hyperfläche versteht man alle Ereignisse, die zur gleichen kosmologischen Zeit stattfinden. Zum Beispiel formen unsere Milchstraße und alle anderen Galaxien heute eine raumartige Hyperfläche. Nur sehen wir diese Galaxien aufgrund der Lichtlaufzeit nicht in diesem heutigen Zustand, sondern in einem individuellen und bereits vergangenen Zustand. Die raumartige Hyperfläche, welche sie aufspannen, ist daher keiner Beobachtung zugänglich.
{\displaystyle f_{k}(r)} ist gegeben durch
{\displaystyle f_{k}(r)={\begin{cases}{\frac {1}{\sqrt {k}}}\sin({\sqrt {k}}r)&k>0\\r&k=0\;.\\{\frac {1}{\sqrt {-k}}}\sinh({\sqrt {-k}}r)&k<0\end{cases}}}
Durch Umskalieren der Radialkoordinate {\displaystyle r} und Neudefinition des Skalenfaktors {\displaystyle a} lässt sich der Krümmungsparameter {\displaystyle k} auf einen der Werte −1, 0 oder 1 festlegen. Mit der Robertson-Walker-Metrik und der oben gezeigten Form des Energie-Impuls-Tensors können aus den einsteinschen Feldgleichungen die Friedmann-Gleichungen abgeleitet werden. Details dazu finden sich unter anderem in Gravitation (Misner, Thorne und Wheeler, 1973).

## Energieerhaltung
Die Friedmann-Gleichungen lassen sich zu einer weiteren Gleichung kombinieren, die in anschaulicher Weise die Massen- und Energieerhaltung beschreibt
{\displaystyle {\frac {\text{d}}{{\text{d}}t}}\,(\rho \,a^{3})=-{\frac {p}{c^{2}}}\,{\frac {\text{d}}{{\text{d}}t}}\,(a^{3})\,.}
Die erste Friedmann-Gleichung genügt daher, um zusammen mit dem Energieerhaltungssatz die globale Entwicklung des Universums zu beschreiben.

## Spezielle Lösungen
Die Friedmann-Gleichungen enthalten die drei unbekannten Funktionen {\displaystyle a(t)}, {\displaystyle \rho (t)} und {\displaystyle p(t)}. Um eine eindeutige Lösung zu erhalten, ist daher eine weitere Gleichung, die Zustandsgleichung der Materie, nötig. Gewöhnliche (baryonische) Materie, Strahlung und die Kosmologische Konstante bilden die Hauptquellen der Gravitation auf der rechten Seite der Feldgleichungen der ART. Die Materie kann hierbei als druckloser „Staub“ angesehen werden, d. h., die Teilchen bewegen sich kollisionsfrei mit nicht-relativistischen Geschwindigkeiten. Für die drei unbekannten Funktionen gelten damit die folgenden drei Zustandsgleichungen:
{\displaystyle p_{\mathrm {mat} }=0\ }
{\displaystyle p_{\mathrm {str} }=c^{2}\rho _{\mathrm {str} }/3\ }
{\displaystyle p_{\Lambda }=-c^{2}\rho _{\Lambda }\ }.
Aus der Energieerhaltung ergibt sich daraus der Zusammenhang zwischen Dichte {\displaystyle \rho } und Skalenfaktor {\displaystyle a}:
{\displaystyle \rho _{\mathrm {mat} }\propto a^{-3}\ }
{\displaystyle \rho _{\mathrm {str} }\propto a^{-4}\ }
{\displaystyle \rho _{\Lambda }={\text{const.}}\ }
Als Anfangswert für die Friedmann-Gleichungen wird {\displaystyle a(t_{0})=a_{0}} verwendet, wobei {\displaystyle t_{0}} die kosmologische Zeit im Jetzt darstellt. Mit den Konstanten
{\displaystyle \Omega _{\rm {M}}:={\frac {8\pi G}{3H_{0}^{2}}}\,\rho _{0},\qquad \Omega _{\Lambda }:={\frac {\Lambda c^{2}}{3H_{0}^{2}}}\;,}
welche die Materiedichte und Vakuumenergiedichte parametrisieren, kann die erste Friedmann-Gleichung als
{\displaystyle H^{2}(t)=H_{0}^{2}\,\left(\Omega _{\rm {M}}{\frac {a_{0}^{3}}{a^{3}}}-{\frac {kc^{2}}{a^{2}H_{0}^{2}}}+\Omega _{\Lambda }\right)\,}
geschrieben werden. Die Hubble-Funktion wird dabei, wie oben, gemäß
{\displaystyle H(t):={\dot {a}}(t)/a(t)\,}
definiert. Diese beschreibt die Expansionsrate des Universums, mit {\displaystyle H_{0}=H(t_{0})} zum heutigen Zeitpunkt. Die Strahlungsdichte wurde vernachlässigt, da sie mit {\displaystyle a^{-4}} abfällt und daher gegenüber der Materiedichte rasch unbedeutend wird.
Löst man die erste Friedmann-Gleichung für den speziellen Zeitpunkt {\displaystyle t=t_{0}}, sieht man, dass die Konstanten nicht unabhängig sind, sondern dass gilt
{\displaystyle {\frac {kc^{2}}{a_{0}^{2}H_{0}^{2}}}=\Omega _{\rm {M}}+\Omega _{\Lambda }-1\,.}
Setzt man dies in die erste Friedmann-Gleichung ein, erhält man die bekannteste Darstellung:
{\displaystyle H^{2}(t)=H_{0}^{2}\,\left(\Omega _{\rm {M}}{\frac {a_{0}^{3}}{a^{3}}}+\left(1-\Omega _{\rm {M}}-\Omega _{\Lambda }\right){\frac {a_{0}^{2}}{a^{2}}}+\Omega _{\Lambda }\right)\,.}
Für ein flaches Universum mit {\displaystyle \Omega _{\rm {M}}+\Omega _{\Lambda }=1}, wie dem unseren, kann man eine explizite Lösung dieser Gleichung für den Skalenfaktor angeben. Mit dem Verfahren der Variablentrennung lässt sich diese Differentialgleichung in ein Integral verwandeln. Wählt man die Integrationskonstante {\displaystyle t_{0}} so, dass neben {\displaystyle a_{0}=1} auch {\displaystyle a(t_{0})=1} gilt, so folgt
{\displaystyle t(a)-t_{0}={\frac {2}{3H_{0}{\sqrt {\Omega _{\Lambda }}}}}\,\ln \left({\frac {(a/a_{0})^{3/2}\Omega _{\Lambda }+{\sqrt {\Omega _{\rm {M}}\Omega _{\Lambda }+(a/a_{0})^{3}\Omega _{\Lambda }^{2}}}}{\Omega _{\Lambda }+{\sqrt {\Omega _{\rm {M}}\Omega _{\Lambda }+\Omega _{\Lambda }^{2}}}}}\right)\;;}
wählt man dann noch {\displaystyle a(0)=0}, so dass das Universum einen singulären Anfang besitzt, so berechnet sich das Weltalter in diesem vereinfachten Modell, d. h. unter Vernachlässigung der Strahlungsära, gemäß
{\displaystyle t_{0}={\frac {1}{3H_{0}{\sqrt {\Omega _{\Lambda }}}}}\,\ln \left({\frac {1+{\sqrt {\Omega _{\Lambda }}}}{1-{\sqrt {\Omega _{\Lambda }}}}}\right).}
Die Formel für {\displaystyle t(a)} lässt sich damit auf
{\displaystyle t(a)={\frac {2}{3H_{0}{\sqrt {\Omega _{\Lambda }}}}}\;{\rm {arsinh\left({\sqrt {{\frac {\Omega _{\Lambda }}{\Omega _{\rm {M}}}}\left({\frac {a}{a_{0}}}\right)^{3}}}\right)}}}
vereinfachen. Daraus erhält man durch eine einfache Umformung die folgende Formel für die Zeitabhängigkeit des Skalenfaktors:
{\displaystyle a(t)=a_{0}\;{\sqrt[{3}]{\frac {\Omega _{\rm {M}}}{\Omega _{\Lambda }}}}\;\sinh ^{2/3}(\omega t),\quad {\mbox{mit}}\quad \omega :={\frac {3\,H_{0}{\sqrt {\Omega _{\Lambda }}}}{2}}\,.}
Dieser Ausdruck beschreibt das Expansionsverhalten für ein flaches Universum mit kosmologischer Konstante. Peacock (2001) und Carroll (1992) haben einen identischen Ausdruck in anderer analytischer Form hergeleitet. Es folgt weiter
{\displaystyle H(t)=H_{0}\,{\sqrt {\Omega _{\Lambda }}}\,\coth(\omega t).}
Die über das Planck-Weltraumteleskop gemessenen Schwankungen in der Hintergrundstrahlung erlauben Rückschlüsse auf die Geometrie unseres Universums. Demnach ist dieses flach, mit einem Materiedichteparameter {\displaystyle \Omega _{\rm {M}}=0{,}32}, einem Vakuumdichteparameter {\displaystyle \Omega _{\Lambda }=0{,}68} und einer Hubblekonstante von {\displaystyle H_{0}=67{,}11~{{\text{km s}}^{-1}}{\text{/Mpc}}}.

## Kosmologische Rotverschiebung und Entfernungsmaße
In dynamischen und gekrümmten Raumzeiten gibt es im Gegensatz zu euklidischen Räumen kein eindeutiges Entfernungsmaß mehr. Es existieren vielmehr verschiedene gleichberechtigte  Entfernungsdefinitionen, die unter anderem mit Hilfe des Linienelementes eines Photons und der kosmologischen Rotverschiebung begründet bzw. abgeleitet werden können.